# Меромиза
Меромиза (лат. Meromyza) — род двукрылых семейства злаковых мух.

## Описание
Муха 3-4 мм длиной, желтоватая, удлиненной формы. Яйцо 0,7 мм в длину, белое, ребристое, с заостренными концами, одна сторона вогнута. Личинка до 7 мм в длину, цилиндрическая, изумрудно-зеленая, на тупом заднем конце сверху имеется глубокая выемка. Ложный кокон длиной 5-6 мм, желтовато-зеленый, цилиндрический. Вредоносность меромизы заключается в том, что её личинки повреждают растения в разных фазах развития — от молодых стеблей до колошения. В фазе выхода растений в трубку повреждаются верхние междоузлия стеблей и молодой колос, вследствие чего колошение не происходит. Позже личинки повреждают колоски, завязь и зерна, которые наливаются, отчего колос становится выщербленным. Часто личинки повреждают основание колоса, что вызывает отмирание всего колоса. Распространена в Европе, северной Сибири и Средней Азии. Личинки весеннего поколения развиваются в стеблях яровых хлебов, нанося иногда заметный ущерб: поврежденные стебли колоса не дают. Второе (летнее) поколение развивается преимущественно за счёт диких злаков, отчасти озимых посевов и обычно вредит незначительно. Меры борьбы агротехнические: лущение стерни, зяблевая вспашка, уничтожение диких злаков, ранний сев яровых, посев рано колосящихся сортов.
Одним из известных систематиков меромиз является Лидия Ивановна Федосеева 

## Некоторые виды
- Meromyza affinis Fedoseeva, 1971
- Meromyza arizonica Fedoseeva, 1971
- Meromyza athletica Fedoseeva, 1974
- Meromyza bipunctata Fedoseeva, 1971
- Meromyza bohemica Fedoseeva, 1962
- Meromyza canadensis Fedoseeva, 1971
- Meromyza columbi Fedoseeva, 1971
- Meromyza communis Fedoseeva, 1971
- Meromyza conifera Fedoseeva, 1971
- Meromyza elbergi Fedoseeva, 1979
- Meromyza facialis Fedoseeva, 1979
- Meromyza frontosa Fedoseeva, 1971
- Meromyza hispanica Fedoseeva, 1971
- Meromyza laurelae Fedoseeva, 1971
- Meromyza modesta Fedoseeva, 1978
- Meromyza mosquensis Fedoseeva, 1960
- Meromyza mutabilis Fedoseeva, 1971
- Meromyza neglecta Fedoseeva, 1974
- Meromyza nigriseta Fedoseeva, 1960
- Meromyza opacula Fedoseeva, 1978
- Meromyza palposa Fedoseeva, 1960
- Meromyza pilosa Fedoseeva, 1971
- Meromyza quadrimaculata Fedoseeva, 1961
- Meromyza rara Fedoseeva, 1971
- Meromyza rohdendorfi Fedoseeva, 1974
- Meromyza rufa Fedoseeva, 1962
- Meromyza sabroskyi Fedoseeva, 1971
- Meromyza sibirica Fedoseeva, 1961
- Meromyza smirnovi Fedoseeva, 1964
- Meromyza transbaicalica Fedoseeva, 1967
- Meromyza triangulina Fedoseeva, 1960
- Meromyza truncata Fedoseeva, 1971
- Meromyza vladimirovae Fedoseeva, 1978
- Meromyza zachvatkini Fedoseeva, 1960